# Черношейные ибисы
Черношейные ибисы (лат. Threskiornis) — род птиц из семейства ибисовых. Обитают в тёплых регионах Старого Света: Южной Азии, Австралии и Африке. Гнездятся колониями, большим количеством птиц одного вида располагаются в определенном месте. Гнезда строят на деревьях или кустах, в кладке 2—4 яйца. Встречаются в болотистых местностях и питаются различной рыбой, лягушками, ракообразными и насекомыми.

## Внешний вид
Взрослые черношейные ибисы, как правило, длиной 75 см и имеют в основном белое оперение тела. Лысая голова, шея и чёрные ноги. Клюв толстый и изогнутый. Половой диморфизм не выражен, но молодые особи имеют более бледное оперение на шее. Австралийский ибис отличается от других видов тем, что обладает тёмным оперением на спине, поэтому его иногда выделяют в отдельный род Carphibis Jameson, 1835 как Carphibis spinicollis.

## Виды
К роду относятся 6 видов, один из которых вымер:
- Священный ибис (Threskiornis aethiopicus)
- Мадагаскарский ибис (Threskiornis bernieri)
- Threskiornis solitarius †
- Черноголовый ибис (Threskiornis melanocephalus)
- Молуккский ибис (Threskiornis molucca)
- Австралийский ибис (Threskiornis spinicollis)

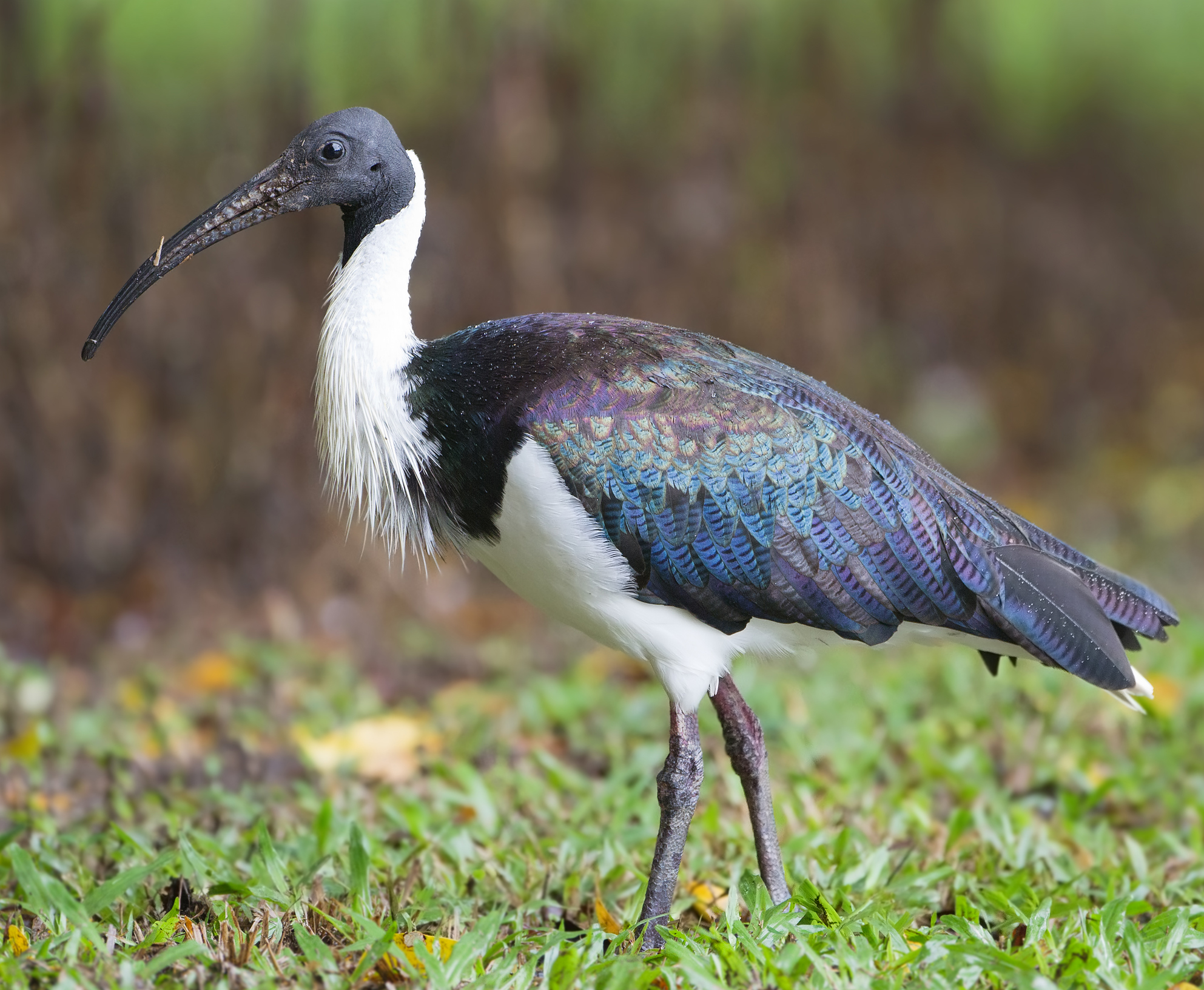
Австралийский ибис
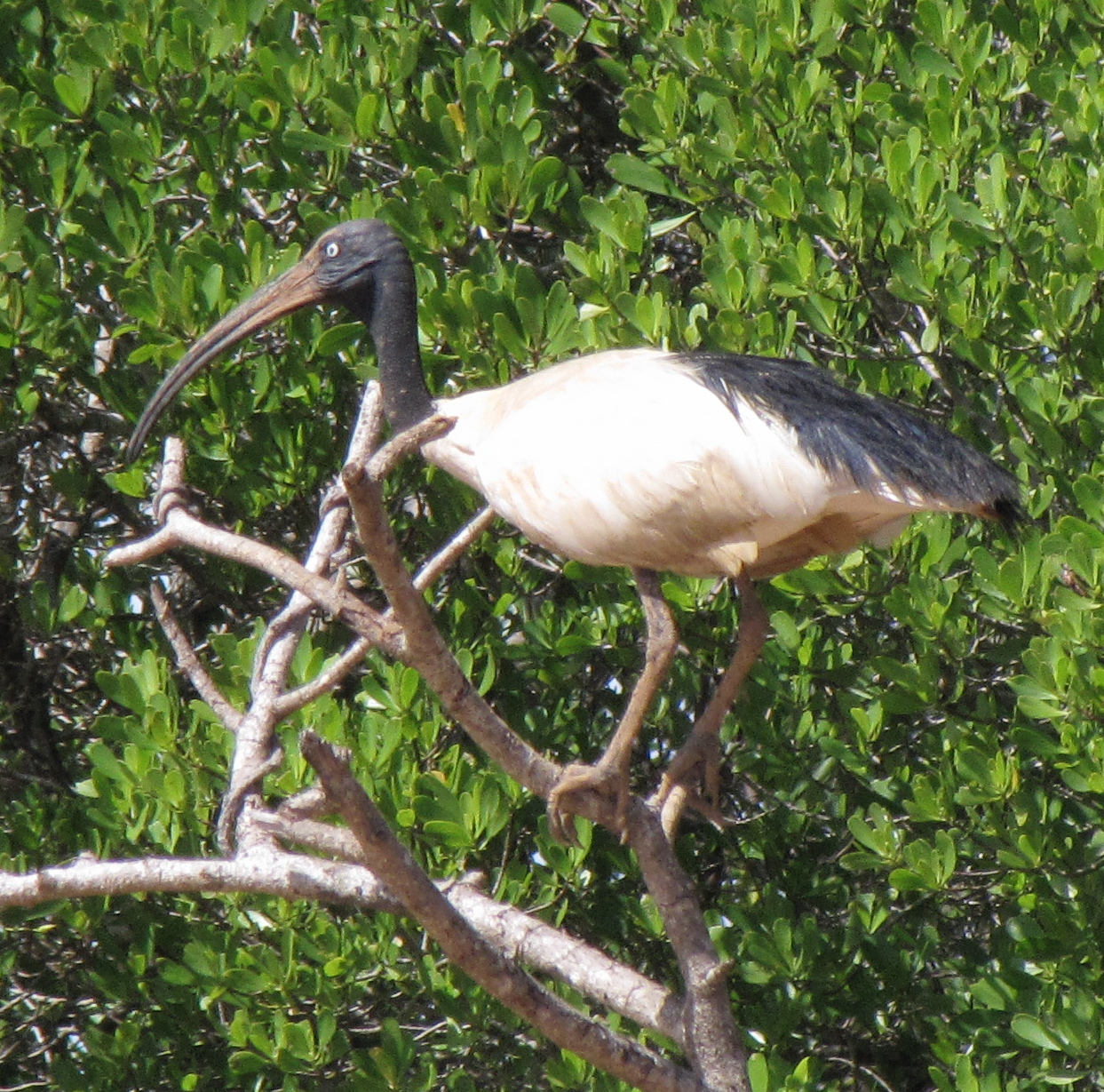
Мадагаскарский ибис
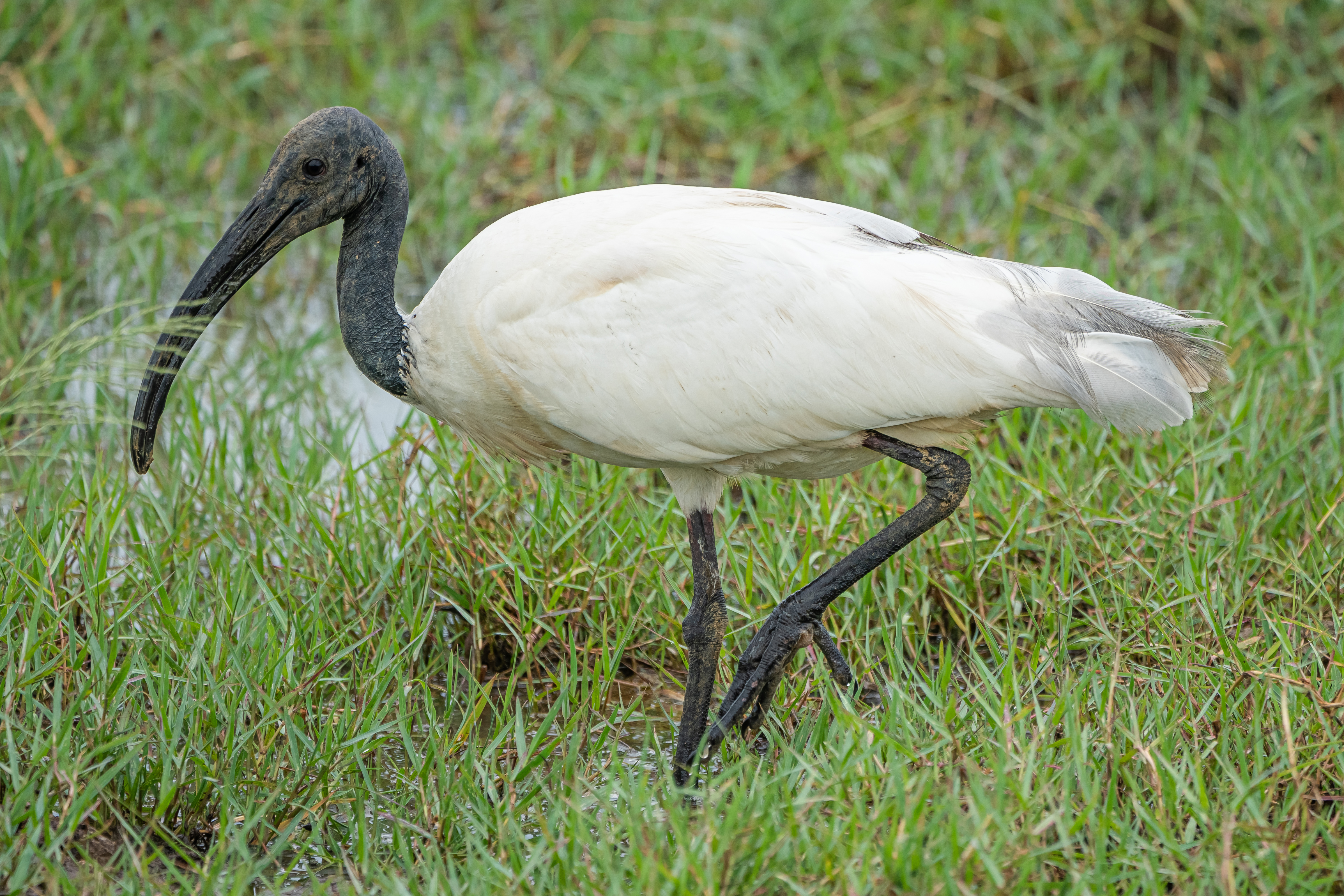
Черноголовый ибис
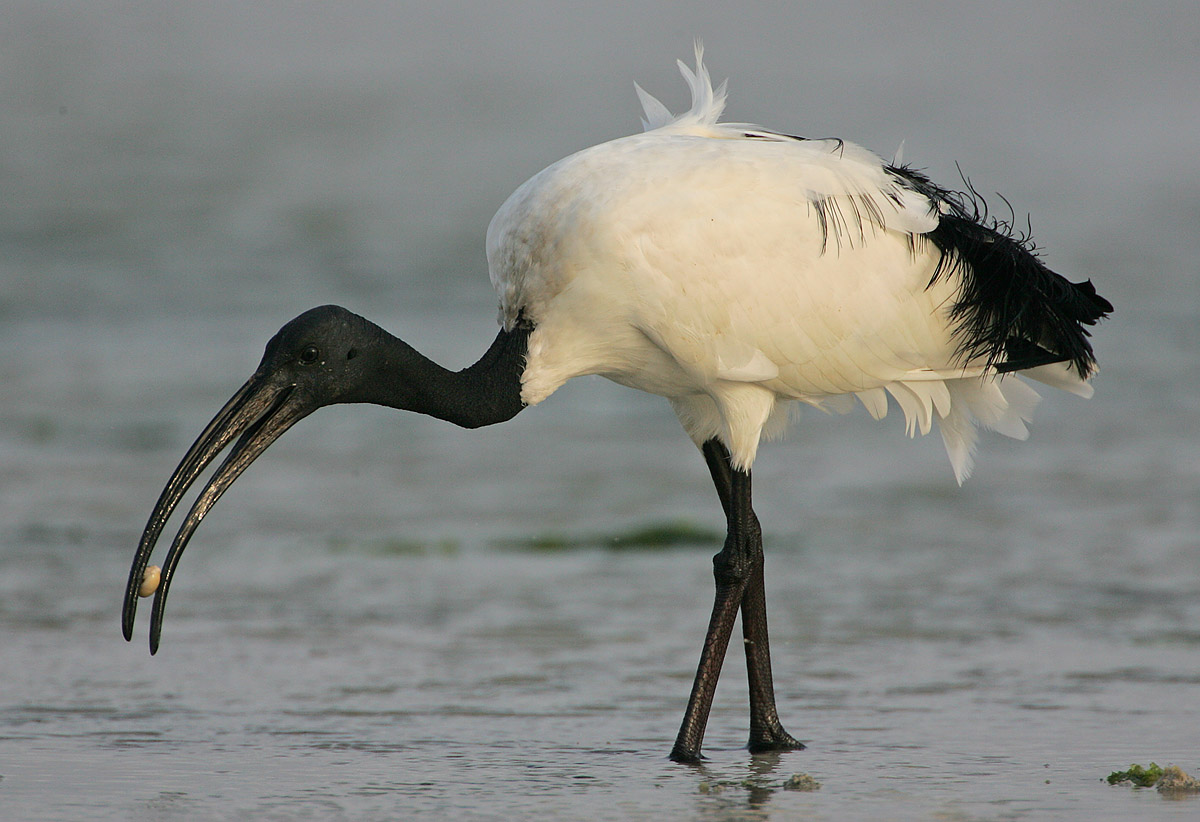
Священный ибис
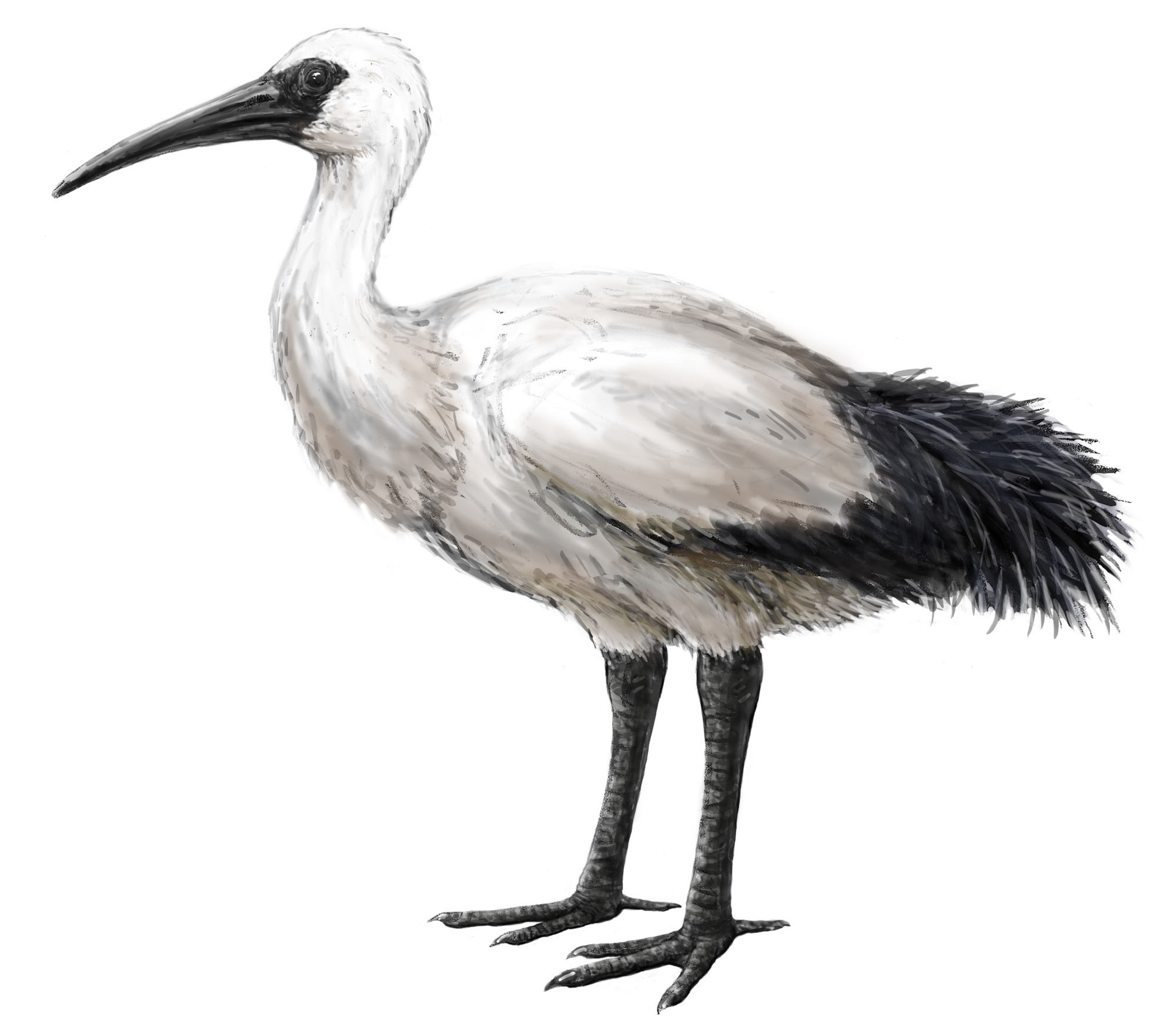
Threskiornis solitarius